# Kefersteinia retanae
Kefersteinia retanae är en orkidéart som beskrevs av Günter Gerlach och C.O.Morales. Kefersteinia retanae ingår i släktet Kefersteinia och familjen orkidéer. Inga underarter finns listade i Catalogue of Life.